# Список наблюдений гравитационных волн

Первые измерения гравитационных волн

Список наблюдений гравитационных волн представляет собой список прямых наблюдений гравитационных волн, проведённых с момента их обнаружения (что произошло на детекторе LIGO в 2015 году), и относится к гравитационно-волновой астрономии. Впоследствии к наблюдениям LIGO подключились интерферометры Virgo в 2017 году и  KAGRA в 2020 году.

## Номенклатура
События обнаружения гравитационных волн именуются названиями, которые начинаются с букв GW. Далее идут цифры, первая пара из которых показывают год наблюдения, следующая пара месяц, и далее — день наблюдений. Обозначения похожи на наименования для других астрономических явлений, например гамма-всплесков. Неподтверждённые события, которые неточно определены как гравитационная волна, в именовании начинаются с LVT (LIGO-Virgo trigger).

## Список наблюдавшихся явлений
| Явление   | Время обнаружения (UTC) | Дата публикации | Место расположения (квадр. градус)   | Расстояние по светимости (Мпк) | Энергия излучения (c2M☉) | Эффективная масса (M☉) | Главный компонент | Главный компонент | Вторичный компонент | Вторичный компонент | Остаток | Остаток           | Остаток         | Примечания | Ссылки               |  |
| Явление   | Время обнаружения (UTC) | Дата публикации | Место расположения (квадр. градус)   | Расстояние по светимости (Мпк) | Энергия излучения (c2M☉) | Эффективная масса (M☉) | Тип               | Масса (M☉)        | Тип                 | Масса (M☉)          | Тип     | Масса (M☉)        | Спин            | Примечания | Ссылки               |  |
| --------- | ----------------------- | --------------- | ------------------------------------ | ------------------------------ | ------------------------ | ---------------------- | ----------------- | ----------------- | ------------------- | ------------------- | ------- | ----------------- | --------------- | --- | -------------------- |  |
| GW150914  | 2015-09-14 09:50:45     | 2016-02-11      | 600; ближе к южной части             | 440+160 −180                   | 3,0+0,5 −0,5             | 28,2+1,8 −1,7          | ЧД                | 35,4+5,0 −3,4     | ЧД                  | 29,8+3,3 −4,3       | ЧД      | 62,2+3,7 −3,4     | 0,68+0,05 −0,06 | Первое обнаружение гравитационных волн, первое наблюдаемое слияние чёрных дыр; массы первичных компонентов наибольшие из известных                                                                         | [ 1 ] [ 2 ] [ 3 ]    |  |
| LVT151012 | 2015-10-12 09∶54:43     | 2016-06-15      | 1600                                 | 1000+500 −500                  | 1,5+0,3 −0,4             | 15,1+1,4 −1,1          | ЧД                | 23+18 −6          | ЧД                  | 13+4 −5             | ЧД      | 35+14 −−4         | 0,66+0,09 −0,10 | Недостаточно достоверное явление (~13 % вероятность шумовой природы) | [ 4 ]                |  |
| GW151226  | 2015-12-26 03:38:53     | 2016-06-15      | 850                                  | 440+180 −190                   | 1,0+0,1 −0,2             | 8,9+0,3 −0,3           | ЧД                | 14,2+8,3 −3,7     | ЧД                  | 7,5+2,3 −2,3        | ЧД      | 20,8+6,1 −1,7     | 0,74+0,06 −0,06 | | [ 5 ] [ 6 ]          |  |
| GW170104  | 2017-01-04 10∶11:58     | 2017-06-01      | 1200                                 | 880+450 −390                   | 2,0+0,6 −0,7             | 21,1+2,4 −2,7          | ЧД                | 31,2+8,4 −6,0     | ЧД                  | 19,4+5,3 −5,9       | ЧД      | 48,7+5,7 −4,6     | 0,64+0,09 −0,20 | Наиболее далёкое явление из известных | [ 7 ] [ 8 ]          |  |
| GW170608  | 2017-06-08 02:01:16     | 2017-11-16      | 520; ближе к северной части          | 340+140 −140                   | 0,85+0,07 −0,17          | 7,9+0,2 −0,2           | ЧД                | 12+7 −2           | ЧД                  | 7+2 −2              | ЧД      | 18,0+4,8 −0,9     | 0,69+0,04 −0,05 | Наименьшие массы объектов-предшественников | [ 9 ]                |  |
| GW170729  | 2017-07-29 18:56:29     | 2018-11-30      | 1033; ближе к северной части         | 2750+1350 −1320                | 4,8+1,7 −1,7             | 35,7+6,5 −4,7          | ЧД                | 50,6+16,6 −10,2   | ЧД                  | 34,3+9,1 −10,1      | ЧД      | 80,3+14,6 −10,2   | 0,81+0,07 −0,13 | Наибольшие массы, самый большой спин и самое удаленное событие | [ 10 ]               |  |
| GW170814  | 2017-08-14 10∶30:43     | 2017-09-27      | 60; направление на созвездие Эридана | 540+130 −210                   | 2,7+0,4 −0,3             | 24,1+1,4 −1,1          | ЧД                | 30,5+5,7 −3,0     | ЧД                  | 25,3+2,8 −4,2       | ЧД      | 53,2+3,2 −2,5     | 0,70+0,07 −0,05 | Первое обнаружение явления сразу тремя обсерваториями, первое измерение поляризации гравитационных волн | [ 11 ] [ 12 ]        |  |
| GW170817  | 2017-08-17 12∶41:04     | 2017-10-16      | 28; NGC 4993                         | 40+8 −14                       | > 0.025                  | 1,188+0,004 −0,002     | НЗ                | 1.36 — 1.60       | НЗ                  | 1.17 — 1.36         | ЧД      | < 2,74+0,04 −0,01 | ≤ 0,89          | Первое слияние нейтронных звёзд, наблюдавшееся в гравитационных волнах; первое обнаружение электромагнитного излучения, связанного со всплеском GRB 170817A; AT 2017gfo); ближайшее из явлений на 2018 год | [ 14 ] [ 15 ] [ 16 ] |  |
| GW170818  | 2017-08-18 02:25:09     | 2018-11-30      | 39                                   | 1020+430 −360                  | 2,7+0,5 −0,5             | 26,7+2,1 −1,7          | ЧД                | 35,5+7,5 −4,7     | ЧД                  | 26,8+4,3 −5,2       | ЧД      | 59,8+4,8 −3,8     | 0,67+0,07 −0,08 | |                      |  |
| GW170823  | 2017-08-23 13:13:58     | 2018-11-30      | 1651                                 | 1850+840 −840                  | 3,3+0,9 −0,8             | 29,3+4,2 −3,2          | ЧД                | 39,6+10,0 −6,6    | ЧД                  | 29,4+6,3 −7,1       | ЧД      | 65,6+9,4 −6,6     | 0,71+0,08 −0,10 | |                      |  |